# كاتدرائية بوفيه

كاتدرائية بوفيه هي كاتدرائية رومانية كاثوليكية تقع في مدينة بوفيه، فرنسا.